# Herbert Pöck
Herbert Pöck (né le 8 mars 1957 à Klagenfurt) est un ancien joueur professionnel de hockey sur glace et entraîneur autrichien.
Herbert Pöck est le père de Thomas Pöck et de Markus Pöck.

## Carrière

### En tant que joueur
Herbert Pöck apprend le hockey sur glace dans les équipes juniors du EC Klagenfurt AC et débute en professionnel lors de la saison 1973-1974. Il devient vite un joueur important et marque en 500 matchs 292 buts et 406 assistances. Il contribue aux neufs titres du championnat du club.
Avec l'équipe nationale, il participe à 127 matchs, marque 55 buts et 73 assistances. Avec 128 points, il est l'un des meilleurs marqueurs de l'équipe d'Autriche après Rudolf König (183) et Thomas Cijan (131).

### En tant qu'entraîneur
Herbert Pöck commence sa carrière d'entraîneur au EC Klagenfurt AC. Avant de se porter candidat pour l'équipe d'Autriche, il entraîne l'EC Graz, le DEK Klagenfurt et l'EK Zell am See. Il entraîne la sélection autrichienne de 2002 à 2005 ; il ne parvient qu'à une dixième place au Championnat du monde de hockey sur glace 2003 et part après la relégation en 2005.

## Palmarès
- Champion d'Autriche : 1974, 1976, 1977, 1979, 1980, 1985, 1986, 1987, 1988